# The Paliser Case
The Paliser Case  foi um filme mudo norte-americano de 1920, dos gêneros drama e mistério, produzido e distribuído pela Goldwyn Pictures. Foi dirigido por William Parke, estrelado por Pauline Frederick, Alan Roscoe e James Neill. É agora um filme perdido.

## Elenco
- Pauline Frederick - Cassy Cara
- Alan Roscoe - Lennox
- James Neil - Cara
- Hazel Brennon - Margaret Austen (como Hazel Brennan)
- Kate Lester - Sra. Austen
- Carrie Clark Ward - Tambourina
- Warburton Gamble - Monty Paliser
- Alec B. Francis - Paliser Sr.
- Eddie Sutherland - Jack Menzies
- Tom Ricketts - Major Archie Phipps
- Virginia Foltz - Sra. Colquhuon